# Las Liebres
Las Liebres es una localidad del estado mexicano de Guanajuato. Es parte del municipio de Romita.

## Demografía
| Gráfica de evolución demográfica |
|                                  |

| Censo | Población |
| ----- | --------- |
| 1900  | 173       |
| 1910  | 161       |
| 1921  | 136       |
| 1930  | 262       |
| 1940  | 334       |
| 1950  | 442       |
| 1960  | 586       |
| 1970  | 890       |
| 1980  | 1 001     |
| 1990  | 1 085     |
| 2000  | 969       |
| 2010  | 1 184     |
| 2020  | 1 298     |